# Turbo (film fra 2013)
 For alternative betydninger, se Turbo (flertydig). (Se også artikler, som begynder med Turbo)
Turbo (Turbo) er en amerikansk computeranimationsfilm fra 2013.